# Балка Моренцева
Балка Моренцева — балка (річка) в Україні у Кропивницькому районі Кіровоградської області. Ліва притока річки Аджамки (басейн Південного Бугу).

## Опис
Довжина балки приблизно 4,97 км, найкоротша відстань між витоком і гирлом — 4,05 км, коефіцієнт звивистості річки — 1,23. Формується декількома струмками та загатами.

## Розташування
Бере початок на південно-західній стороні від села Червоний Яр. Тече переважно на північний захід і на південній околиці села Аджамки впадає в річку Аджамку, ліву притоку річки Інгулу.

## Цікаві факти
- У XX столітті на балці існували молочно,- птице-тваринні ферми (МТФ, ПТФ), скотний двір, газгольдери та декілька газових свердловин[2], а у XIX столітті — багато вітряних млинів[1].